# 의안대군 방석 묘역
의안대군 방석 묘역(宜安大君 芳碩 墓域)은 대한민국 경기도 광주시 중부면 엄미리에 있는, 이성계의 8째 아들 의안대군(1382∼1398)의 묘이다. 1998년 4월 13일 경기도의 기념물 제166호로 지정되었다.

## 개요
경기도 광주에 있는 이성계의 8째 아들 의안대군(1382∼1398)의 묘이다. 의안대군은 신덕왕후 강씨의 아들이며, 태종의 이복 동생으로 이름은 방석(芳碩)이다.
아버지 이성계의 공훈으로 어린 나이에 고려 왕조에서 군기녹사(軍器綠事:군대에서 필요한 물품을 조달하는 직책)의 일을 맡았다. 조선 왕조가 개창되고 태조 즉위 초에 세자 책봉문제가 일어났을 때 배극렴·조준·정도전 등에 의해 1392년 8월에 세자가 되었다. 이후 방원(뒤의 태종)이 일으킨 왕자의 난(세자책봉과 정도전 일파의 권력 독점에 반대하여 일으킨 난) 때 피살되었다.

## 같이 보기
- 의안대군

## 참고 문헌
- 의안대군방석묘역 - 국가유산청 국가유산포털